# Lytocarpia megalocarpa
Lytocarpia megalocarpa är en nässeldjursart som först beskrevs av V.S. Bale 1914.  Lytocarpia megalocarpa ingår i släktet Lytocarpia och familjen Aglaopheniidae. Inga underarter finns listade i Catalogue of Life.